# Tour Franklin
O Tour Franklin (conhecido como Tour PB3/PB4) é um arranha-céu de escritórios em Puteaux, em La Défense, o distrito comercial da área metropolitana de Paris. 
Construída em 1972, a torre de 115 metros de altura pertence à segunda geração de arranha-céus de La Défense. Seu desenho consiste na fusão de uma torre menor em uma maior.